# Скороходов Максим Олександрович
Максим Олександрович Скороходов (нар. 3 грудня 1986, Радужний, ХМАО, Тюменська область, РРФСР) — український футболіст, захисник.

## Кар'єра
Вихованець запорізьких ДЮСШ «Торпедо» і «Динамо», кольори яких захищав в дитячо-юнацькій лізі України. У дорослому футболі дебютував 2 квітня 2004 року в складі другої команди «Металурга». Влітку 2008 року разом з іншими гравцями запорожців відданий в оренду кіровоградській «Зірці», де виступав протягом шести місяців. По завершенні терміну оренди «Металург» побажав повернути футболіста.
Влітку 2009 року півзахисник перейшов в азербайджанський клуб «Габала». У новій команді Скороходов зіграв в 7 матчах Прем'єр-ліги, останнім з яких було протистояння з «Нефтчі» 21 жовтня. На 51-й хвилині матчу Максим отримав серйозну травму, і змушений був покинути поле. Футболіста прооперували в Анкарі, після чого проходив тривалу реабілітацію, під час якої провів декілька матчів у команді «Фенікс-Іллічовець».
Під час зимової перерви в сезоні 2010/11 років знову став гравцем «Зірки». У червні 2011 року повернувся в запорізький «Металург», який на той час виступав у першій лізі. З цією командою завоював право підвищитися в класі, і 28 липня 2012 року у третьому турі сезону 2012/13 дебютував у Прем'єр-лізі. Скороходов вийшов на поле на 73 хвилині, замінивши в грі Євгена Опанасенка. Під час зимової перерви перейшов у донецький «Олімпік», а через кілька місяців переїхав у «Полтаву». У 2014 році приєднався до аматорського клубу «Таврія-Скіф», з наступного року вже був граючим тренером. По завершенні сезону 2017/18 років закінчив кар'єру гравця, але залишився в команді на тренерській роботі.

## Освіта
У 2009 році закінчив Запорізький національний університет. Отримав кваліфікацію тренера з футболу.